# Luka Gusić
Luka Gusić (ur. 27 września 1989 w Splicie) – chorwacki piłkarz występujący na pozycji obrońcy w austriackim klubie Wiener SC.

## Kariera
Gusić jest wychowankiem NK OSK Otok. W 2008 roku przeszedł do NK Junak Sinj. Wystąpił w 33 meczach klubu, zdobywając jednego gola. Jego dobra dyspozycja zaowocowała transferem do pierwszoligowego HNK Šibenik, gdzie zagrał sześć spotkań. Jeszcze w 2010 roku trafił na wypożyczenie do NK Dugopolje. Zespół z południa Chorwacji postanowił wykupić zawodnika, który rozegrał w jego barwach łącznie 39 meczów. Na początku 2012 roku rozwiązał umowę z klubem.
9 lutego 2012 roku Gusić podpisał kontrakt z Jagiellonią Białystok. Po rundzie jesiennej sezonu 2012/13 odszedł z drużyny i związał się z Podbeskidziem Bielsko-Biała. Latem 2013 roku Gusić odszedł z Podbeskidzia.